# Mount Mausolus
Der Mount Mausolus ist ein 2795 m hoher Berg in den Revelation Mountains im Südwesten der Alaskakette in Alaska (USA). Der Bergname bezieht sich auf Maussolos, einen persischen Satrap in Karien (heutige Südwest-Türkei), der auch Namensgeber des Begriffs „Mausoleum“ ist.
Der Mount Mausolus erhebt sich 25 km südsüdöstlich vom Mount Hesperus. Der Gletscher am Fuße seiner West- und Nordflanke speist den Swift River. An der Ostflanke des Mount Mausolus erstreckt sich der Stony-Gletscher, Ursprung des Stony River. Ein Bergkamm führt zur 5,4 km nordwestlich gelegenen Ice Pyramid.
Die Erstbesteigung gelang am 16. März 2011 Clint Helander und Scotty Vincik. Ausgangspunkt war der Gletscher westlich des Mount Mausolus. Helander und Vincik kletterten die Westwand hinauf zum Gipfel. Die Kletterroute vom Schwierigkeitsgrad (4,500' V WI5) benannten sie Mausoleum. Sie benötigten insgesamt drei Tage für Auf- und Abstieg (15.–17. März 2011). Auf dem Gipfel verstreute Helander die Asche von Seth Holden, einen wenige Monate vorher bei einem Flugzeugabsturz tödlich verunglückten Kletterkameraden.